# Rheinischer Bund
Der Erste Rheinbund, auch genannt Rheinische Allianz oder Rheinische Conföderation, war ein am 14. August 1658 abgeschlossenes überkonfessionelles Defensivbündnis geistlicher und weltlicher Reichsfürsten des Heiligen Römischen Reiches. Das Bündnis sollte den  Frieden erhalten und vor dem Durchzug und der Einquartierung fremder Truppen schützen. Die Stoßrichtung des Bundes richtete sich aber auch gegen den römisch-deutschen Kaiser, denn der Bund  galt auch als  Ersatz für den fehlenden permanenten Reichstag, mit dem der  Kaiser in den ihm auferlegten Schranken der Verfassung hätte gehalten werden können. Die Gründung des Bundes ging maßgeblich aus vom Mainzer Kurfürsten und Reichserzkanzler Johann Philipp von Schönborn. Durch den Beitritt von Frankreich am 15. August 1658 zählte der Rheinbund beide Garantiemächte des Westfälischen Friedens zu seinen Mitgliedern, da auch Schweden für seine deutsche Besitzung Bremen-Verden, und später auch für Schwedisch-Pommern, dem Bündnis angehörte. Der Rheinbund wurde zunächst für die Dauer von drei Jahren abgeschlossen und dann zweimal verlängert.
Als Unterzeichner der Rheinbund-Akte in Regensburg sind folgende Gesandten bekannt, die nach ihrem Tod in Regensburg auf dem Gesandtenfriedhof hinter der Dreieinigkeitskirche begraben wurden.
- für Braunschweig-Lüneburg  der Gesandte:  Otto Otto von Mauderode,
- für Hessen-Kassel: der Gesandte Sebastian Friedrich Zobel,
- für Schweden: der Gesandte Georg von Snoilski,

Trotz des offiziellen Auslaufens des Bundes im August 1667 wird sein Ende erst auf das Jahr 1668 datiert, da es der französischen Diplomatie gelang, die Verhandlungen über eine weitere Verlängerung im obersten Gremium des Bündnisses, dem Rheinbundrat, bis dahin aufrecht zuerhalten.

## Vorgeschichte

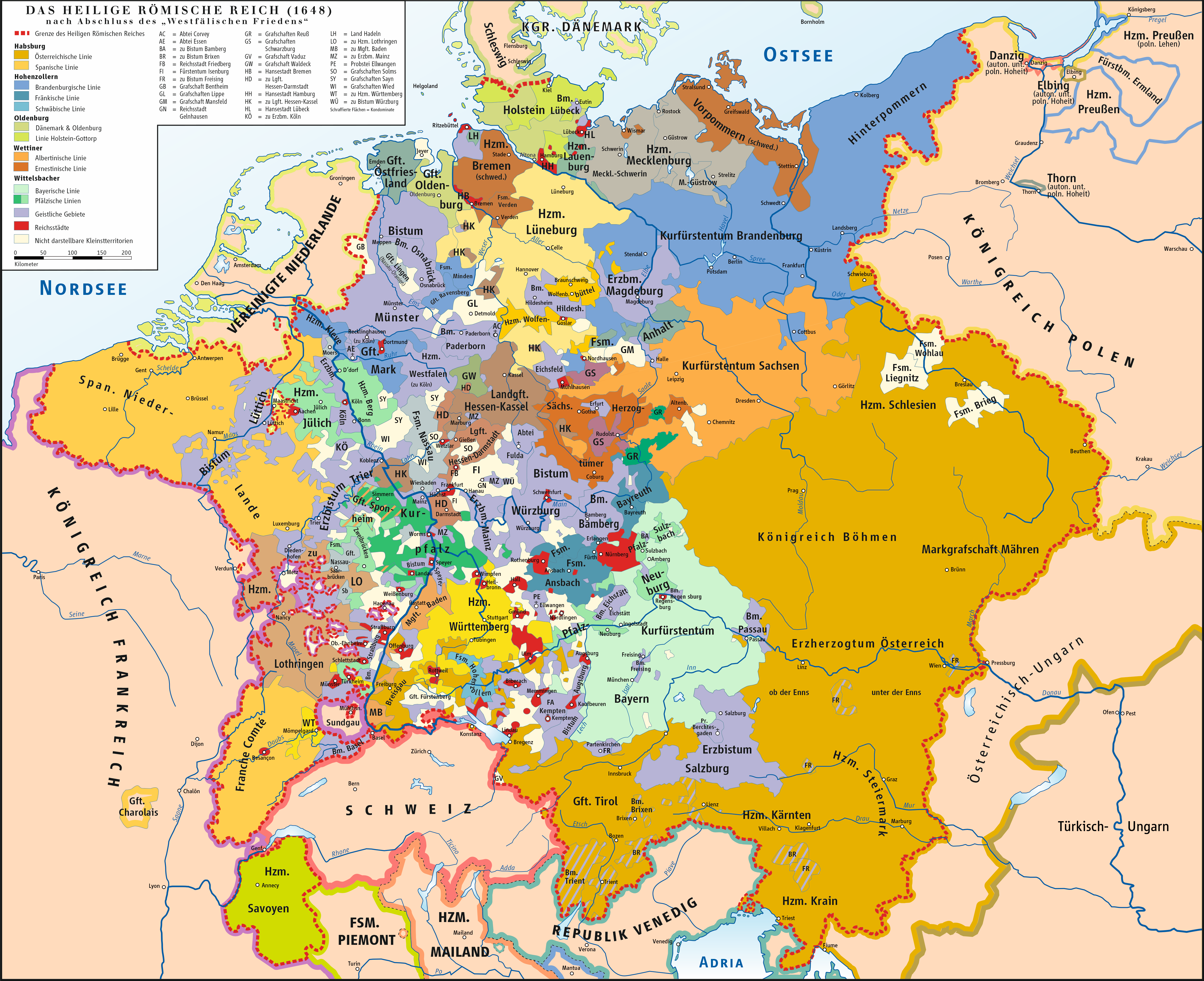
Das Heilige Römische Reich nach dem Westfälischen Frieden im Jahre 1648

In den Jahren nach dem Dreißigjährigen Krieg (1618–1648) bestimmten vor allem zwei Faktoren die Politik der Reichsfürsten. Zum einen wurde der erreichte Westfälische Friede als nur sehr unsicher wahrgenommen, denn noch immer gab es schwedische und niederländische Garnisonen auf Reichsgebiet und der Krieg zwischen Frankreich und Spanien spielte sich hauptsächlich im vom Westfälischen Frieden ausgenommenen Burgundischen Reichskreis mit den Spanischen Niederlanden ab, also weiterhin auch auf Reichsgebiet. Hinzu kamen Spannungen zwischen den deutschen Fürsten selbst. So war der Herzog Karl von Lothringen nicht im Friedensvertrag mit einbezogen worden und versorgte seine weiter auf Seiten Spaniens kämpfende Armee durch Plünderungen im Rheinland, das zu einem ständigen Unruheherd des Reiches wurde. Gleichzeitig führte der Kurfürst von Brandenburg 1651 einen begrenzten Krieg um den Besitz des Herzogtums Berg. Der zweite bestimmende Faktor war die allgemeine Furcht vor einem zu starken habsburgischen Kaisertum. Durch die Erfahrung des Krieges, besonders durch das Restitutionsedikt von 1629, waren die meisten Reichsstände zu der Überzeugung gelangt, dass die größte Gefahr für ihre Unabhängigkeit und für den Frieden im Reich von den Habsburgern ausging.
Deshalb bemühte sich die Politik eines großen Teils der Reichsstände um die Sicherung des Friedens durch Beschränkung der kaiserlichen Macht im Reich. Die Reichsstände begannen Gegengewichte zur Kaisermacht zu schaffen. „Da jedoch kaum einer unter den Reichsständen die Mittel zu einer völlig eigenständigen Außenpolitik besaß, griffen sie zu dem altbewährten Mittel des föderativen Zusammenschlusses. Die Assoziation wurde so zum wichtigsten Instrument reichsständischer Politik im Zeichen des neuen Allianzrechts.“
Bereits am 21. März 1651 gründeten die drei geistlichen Kurfürsten in Reaktion auf das brandenburgische Vorgehen, ein defensives Bündnis (oft Kurrheinisches Bündnis genannt), dem später noch der Kurrheinische und der Oberrheinische Reichskreis beitreten sollten. Zu der Erweiterung kam es jedoch nie. Ein weiterer bedeutender Zusammenschluss war die am 19. Februar 1652 gegründete und protestantisch geprägte Hildesheimer Allianz bestehend aus Braunschweig-Lüneburg, Hessen-Kassel, Schweden für Bremen und Verden sowie später Paderborn. Sie war zunächst Zentrum der reichsständischen Opposition auf dem Reichstag von 1653/54 und versuchte vergeblich die Macht des Kaisers durch die Verabschiedung ständiger Wahlkapitulationen zu beschränken. Daneben begann sich gleichzeitig ein Bündnis unter Führung Brandenburgs zu formieren, das zum Ziel hatte alle protestantischen Reichsstände im Nordwesten des Reiches zusammenzufassen. Als Reaktion auf diese Entwicklung kam es am 15. Dezember 1654 zur Gründung eines katholischen Bündnisses. Der Kölner Allianz gehörten zunächst Kurköln, Kurtrier, Münster und Pfalz-Neuburg an. Im folgenden Jahr erfolgte am 11. August auch der Beitritt von Kurmainz auf Basis des Kurrheinischen Bündnisses von 1651. Die Kölner Allianz war in erster Linie ein Defensivbündnis zum Schutz der Territorien vor feindlichen Truppen. In reichspolitischer Hinsicht diente es jedoch gleichzeitig dazu, ein Gegengewicht zum sich formierenden protestantischen Bündnis zu schaffen. Damit standen sich in der Wahrnehmung der Zeitgenossen, wie bereits zu Beginn des Dreißigjährigen Krieges ein katholischer und ein protestantischer Block gegenüber, deren Interessen sich jedoch zumindest in dem Punkt der gemeinsamen Friedenserhaltung deckten.
Die Kölner Allianz besaß bei ihrer Gründung im Dezember 1654 lediglich als ein militärisches Defensivbündnis Gewicht. Laut dem Vertragstext sollten die Bündnispartner ein gemeinsames Heer von 7859 Mann zu Fuß und 1970 Reitern unterhalten. Durch den Beitritt des Kurfürsten von Mainz Johann Philipp von Schönborn (1605–1673) erhielt das Bündnis jedoch zusätzlich eine große politische Bedeutung. Der Kurfürst von Mainz zählte zu den einflussreichsten Männern in der Reichspolitik. Er war Vorsitzender des Kurfürstenkollegiums und führte den Vorsitz bei der Wahl eines Königs und bei den Beratungen zu dessen Wahlkapitulation. Ihm oblag die Führung der Reichskanzlei und er war erster Mann im Reichstag. Daneben hielt er weitere Positionen im Reichshofrat und am Reichskammergericht und war Direktor des Kurrheinischen Reichskreises. Aufgrund dieser Vorrangstellung übernahm Schönborn bald die Leitung der Allianz und formte sie zu einem politischen Instrument, mit dem er eine unabhängige Reichspolitik betreiben konnte.

## Gründung (1655–1658)

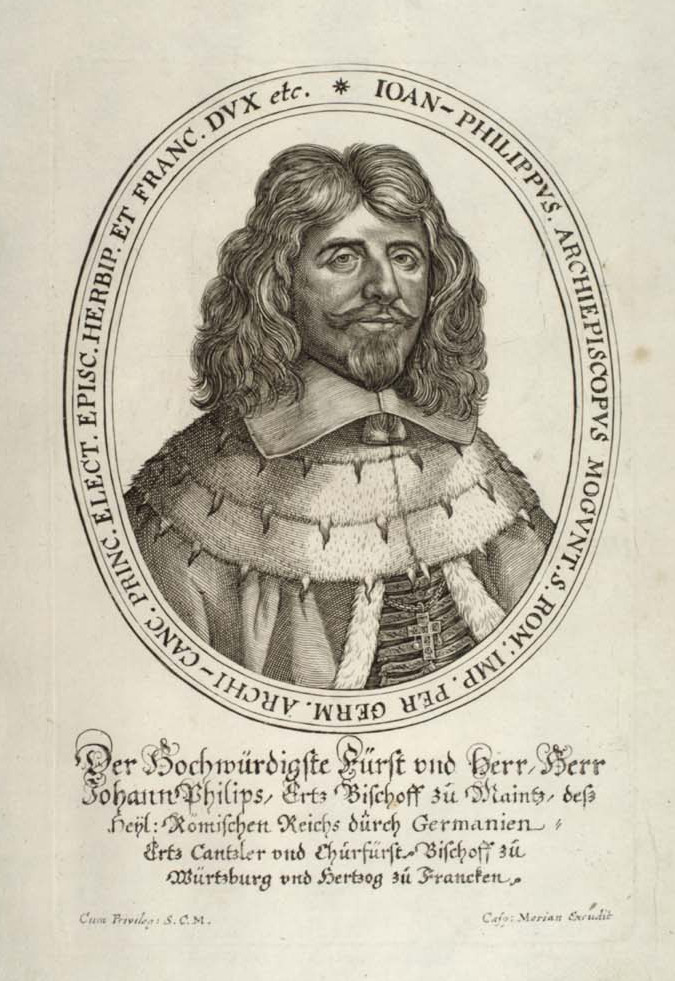
Johann Philipp von Schönborn; Darstellung in einem Krönungsdiarium von 1658

Die politischen Umstände im Reich waren zu dieser Zeit konfliktträchtig und kompliziert. Am 9. Juli 1654 war Ferdinand IV. (1633–1654), der Sohn und gewählte Nachfolger Kaiser Ferdinand III. (1608–1657) überraschend verstorben. Der zweite Sohn des Kaisers, Leopold, war erst 14 Jahre alt und seine Wahl schien unsicher. Der Reichstag von 1653/54 war zu Ende gegangen ohne die drängendsten strittigen Probleme und ungelöste Fragen und Vorhaben, wie die Formulierung einer Wahlkapitulation, und einer Reichskriegsverfassung   gelöst und erledigt zu haben. Die Einberufung eines neuen Reichstages war für 1656 angekündigt worden, doch da es absehbar war, dass der Kaiser dort auf erhebliche Opposition der Reichsstände treffen würde, schob er die Einberufung des Reichstages wiederholt hinaus. Die Reichsstände sahen in der Politik des Kaisers eine Gefährdung des erst kürzlich geschlossenen Westfälischen Friedens, zumal Ferdinand III. 12.000 Soldaten nach Norditalien geschickt hatte, das damals noch Schauplatz des Französisch-Spanischen Krieges war. Während der Kaiser angab, lediglich die Reichslehen vor dem Zugriff einer der Kriegsparteien zu schützen, sah Frankreich in der Entsendung von Truppen eine aktive Unterstützung Spaniens und drohte mit Konsequenzen. Sollte es zu einem offenen Bruch kommen, dann würden kaiserliche Truppen auch am Rhein und in den Spanischen Niederlanden gegen Frankreich ins Feld ziehen müssen und damit Nordwestdeutschland und das Rheinland erneut zu einem Kriegsgebiet machen. Zur gleichen Zeit griff König Karl X. Gustav von Schweden (1622–1660) im Jahre 1655 das Königreich Polen an und löste damit einen weiteren Nordischen Krieg (1655–1660) aus. Da sich der Krieg mit der Beteiligung Brandenburgs, Dänemarks und schließlich auch des Kaisers und der Vereinigten Niederlande auszuweiten begann, fürchteten die Reichsstände auch in diesen Konflikt verwickelt zu werden. Nach dem schwedischen Sieg in der Schlacht bei Warschau im Sommer 1656 wuchsen diese Befürchtungen besonders bei den katholischen Ständen.

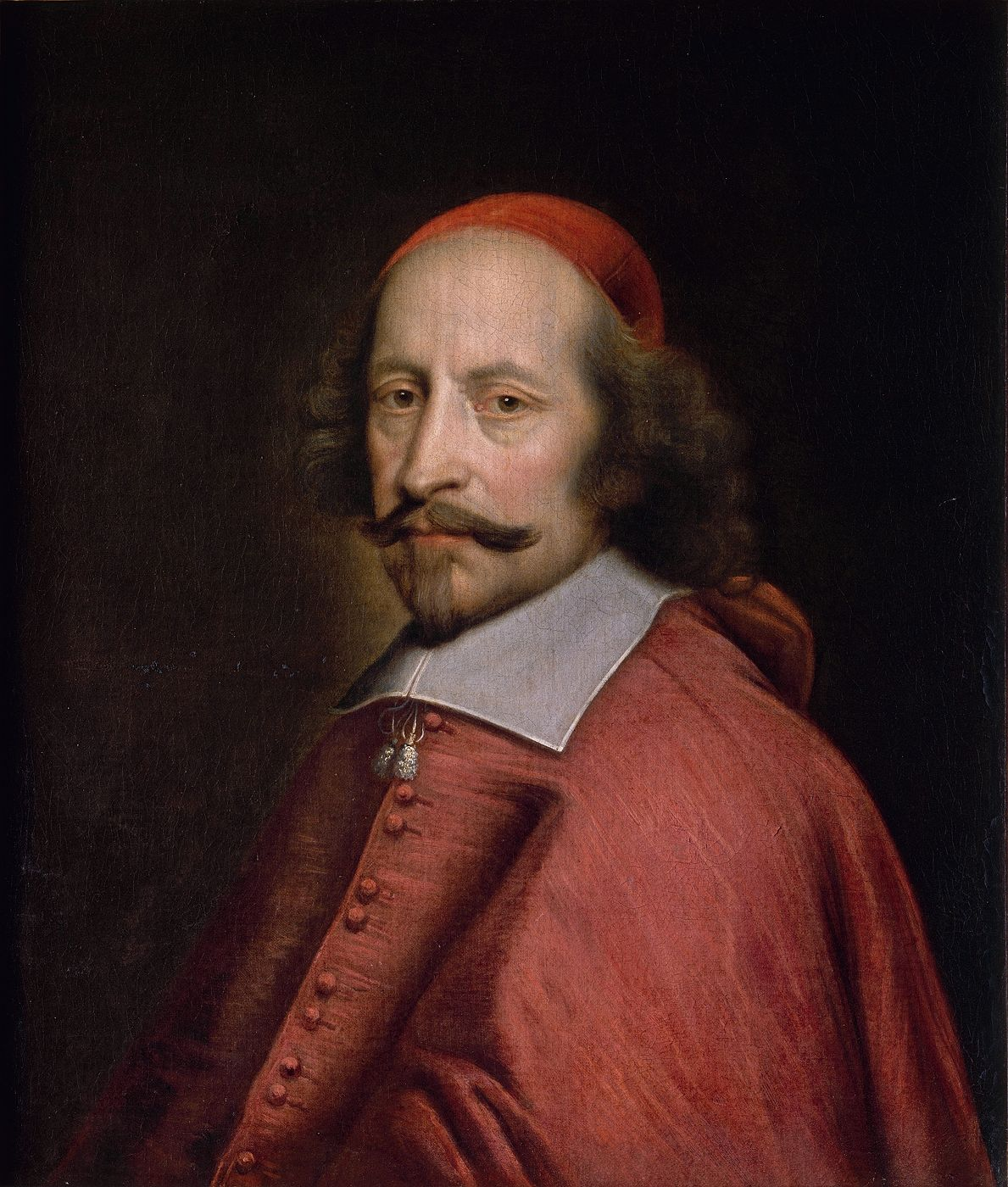
Jules Mazarin; Portrait von Pierre Mignard (ca. 1658)

Angesichts dieser Bedrohungslage begann Schönborn im Sommer 1656 mit der Formung einer überkonfessionellen Assoziation der mittleren Staaten des Reiches. Dafür bot es sich an, die Fürstentümer der Hildesheimer Allianz miteinzubeziehen und sich durch Bündnisse mit weiteren Kurfürsten mehr Einfluss zu verschaffen. Eine solche Allianz wollte Schönborn in zweierlei Hinsicht nutzen: Zum einen sollte sie ihre Mitglieder vor Übergriffen durch dritte Mächte schützen, zum anderen sollte sie den Kaiser politisch zwingen, seine Unterstützung für Spanien aufzugeben und somit den drohenden Konflikt mit Frankreich zu vermeiden. Der Versuch, das Kurfürstentum Bayern für diese Allianz zu gewinnen, scheiterte zunächst; auch die Verhandlungen mit den Mitgliedern der Hildesheimer Allianz gestalteten sich schwierig. Die Situation änderte sich jedoch durch den Tod Ferdinands III. am 2. April 1657 und einem darauf folgenden 15-monatigen Interregnum. Kardinal Jules Mazarin (1602–1661), welcher die Politik Frankreichs leitete, drängte vergeblich darauf, Leopold von der Thronfolge auszuschließen und versuchte (ebenso vergeblich) Bayern, Brandenburg und Sachsen zur Wahl eines nichthabsburgischen Kandidaten zu verpflichten. Um den französischen Interessen dennoch entgegenzukommen, wurde der Artikel XIII in die Wahlkapitulation des designierten Kaisers eingefügt, der ihm verbot, Spanien im Kampf gegen Frankreich auf irgendeine Art zu unterstützen. Leopold beschwor die Wahlkapitulation am 15. Juli 1658. Daraufhin folgte seine Wahl am 18. Juli, am 1. August wurde er zum neuen Kaiser gekrönt.

## Mitglieder
das Beitrittsdatum ist jeweils in den Klammern angegeben
- Kurfürstentum Mainz (14. August 1658)
- Kurfürstentum Köln (14. August 1658)
- Pfalz-Neuburg (14. August 1658)
- Bremen-Verden (Schweden) (14. August 1658)
- Herzogtum Braunschweig-Lüneburg (14. August 1658)
- Landgrafschaft Hessen-Kassel (14. August 1658)
- Frankreich (14. August 1658)
- Landgrafschaft Hessen-Darmstadt (18. Juni 1659)
- Fürstentum Salm-Salm (25. Juni 1659)
- Grafschaft Hohenlohe (30. Juli 1659)
- Grafschaft Waldeck-Pyrmont (17. Dezember 1659)
- Herzogtum Württemberg (4. Februar 1660)
- Hochstift Münster (31. August 1660)
- Schwedisch-Pommern (1660)
- Kurfürstentum Trier (20. März 1662)
- Pfalz-Zweibrücken (5. März 1663 oder 7. März 1663)
- Hochstift Basel (16. Mai 1664 oder 1. Juli 1664)
- Kurfürstentum Brandenburg (18. November 1665)
- Hochstift Straßburg (1665)

## Rezeption
Hauptsächlich diente der Rheinbund als ein Militärbund, in dem man sich gegenseitigen Schutz leistet und im Kriegsfalle militärische Unterstützung zusicherte. Frankreich konnte so seine Truppenstärke erhöhen und hatte einen wirksamen Schutz vor den österreichischen Habsburgern. Die Fürsten im Einzelnen stellten für Frankreich jedoch kein Risiko dar, wodurch der Bund für die Franzosen eine große Bedeutung besaß. Gleichzeitig wurde den deutschen Fürsten auch von den Verbündeten Frankreichs versichert, dass es zu keinem Angriff gegen diese kommen werde.
Im Türkenkrieg 1663/1664 sandte der Rheinbund ein Korps von 6000 Mann zur Unterstützung des Kaisers nach Ungarn, das auch in der Schlacht bei Mogersdorf kämpfte.